# Vinde, vinde já, ó Deus
"Vinde, vinde já, ó Deus" ou "Em Vosso louvor cantemos" é uma canção de Natal tradicional portuguesa originária da antiga freguesia de Casegas (hoje incluída na União das Freguesias de Casegas e Ourondo) no concelho da Covilhã.

## História

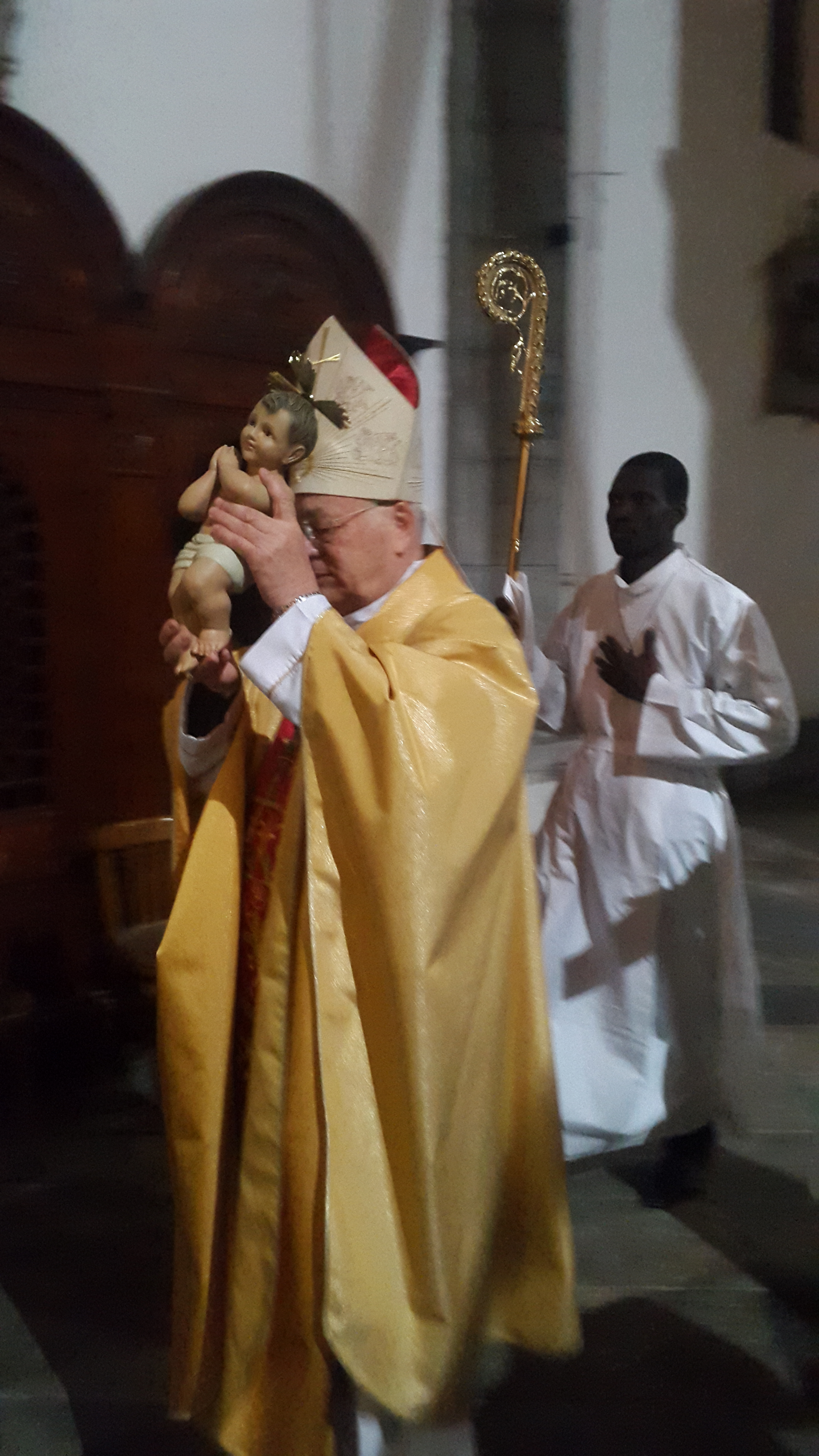
O arcebispo de Tunes carrega a imagem do Menino Jesus, a "divina formosura" como caracteriza esta cantiga de Casegas.

A cantiga "Vinde, vinde já, ó Deus" foi coligida pela primeira vez pelo etnógrafo inglês Rodney Gallop e publicada em 1937 nos seus Cantares do Povo Português. Posteriormente, o compositor português Fernando Lopes-Graça, partindo desta publicação, harmonizou a melodia, que incluiu na sua Primeira Cantata do Natal, terminada em 1950.
Também Eurico Carrapatoso, no ano 2000, trabalhou esta composição que incluiu como o terceiro movimento da sua obra Três Natais Góticos (os dois primeiros Natais são "Deus vos salva, Sol brilhante" e "Belo Infante dos meus olhos"). Por este trabalho o compositor recebeu o prémio da Associação de Coros Amadores da Área de Lisboa.

## Letra
A curta letra da cantiga pode ser dividida em duas partes. Na primeira quadra existe uma súplica pela vinda do Messias ao mundo e na segunda é descrita, usando termos curiosos, a pequena procissão do cura de Casegas (a paróquia é um curato pelo menos desde 1758) pela igreja com uma imagem do Menino Jesus nas mãos.

Vinde, vinde já, ó Deus,

Filho da Virgem Maria.

Em Vosso louvor cantemos

Ao seu filho, de alegria.

Os anjos o acompanham;

Acompanham o nosso cura.

Lá traz na sua mão

A divina formosura.

## Discografia
- 1956 — Cantos Tradicionais Portugueses da Natividade. Coro de Câmara da Academia de Amadores de Música. Radertz. Faixa 6.
- 1978 — Primeira Cantata do Natal. Grupo de Música Vocal Contemporânea. A Voz do Dono / Valentim de Carvalho. Faixa 6.
- 1994 — Lopes Graça. Grupo de Música Vocal Contemporânea. EMI / Valentim de Carvalho. Faixa 6.
- 2000 — 1ª Cantata do Natal Sobre Cantos Tradicionais Portugueses de Natividade. Coral Públia Hortênsia. Edição de autor.Faixa 6.
- 2012 — Fernando Lopes-Graça  - Obra Coral a capella - Volume II. Lisboa Cantat. Numérica. Faixa 10.
- 2013 — Fernando Lopes-Graça  - Primeira Cantata de Natal. Coro da Academia de Música de Viana do Castelo. Numérica. Faixa 6.[2]
- 2017 — Primeira Cantata de Natal: Fernando Lopes-Graça. Coral de Letras da Universidade do Porto. Tradisom. Faixas 6.